# Погорелый, Хенрик
Хенрик Погорелый (пол. Henryk Pogorieły; 1908, Варшава — 1943, Варшава) — польский шахматист.

## Биография
В 1928 году занял 4-е место на городском чемпионате Варшавы по шахматам. В 1929 году в Крулевской-Хуте вместе с другими участниками команды Варшавы — Абрамом Блассом, Паулино Фридманом, Станиславом Коном, Леоном Кремером, Каролем Пилцем — победил на первом командном чемпионате Польши по шахматам.
В 1936 году был третьем в шахматном турнире в Варшаве. В том же году в Мюнхене представлял сборную Польши на неофициальной шахматной олимпиаде, в которой завоевал серебряную медаль в командном зачете и бронзовую медаль в индивидуальном зачете. В 1939 году поделил 6-е — 7-е место в шахматном турнире в Варшаве и 5-е — 8-е место в побочном турнире шахматного фестиваля в английском городе Маргите.
Во время Второй мировой войны остался на территории оккупированной нацистской Германии Польши и был заключен в Варшавское гетто.
В гетто он играл в подпольных шахматных кафе. С февраля по апрель 1942 года он участвовал в шахматном турнире, проходившем в гетто с согласия немецких властей. Считающийся одним из главных фаворитов турнира, он не подвел и уверенно одержал победу, набрав 13 очков в 14 партиях (две партии сыграл вничью).
Весной 1943 года его отправили в тюрьму Павяк, где через несколько дней он был убит. Его жена и многолетний сын также погибли от рук немецких охранников Павяка.